# فيلهلم كراوس
فيلهلم كراوس (بالبلغارية: Вилхелм Краус)‏ هو سياسي بلغاري، ولد في 22 أبريل 1949 بصوفيا في بلغاريا.